# Chelicerca dampfi
Chelicerca dampfi is een insectensoort uit de familie Anisembiidae, die tot de orde webspinners (Embioptera) behoort. De soort komt voor in Mexico (Chiapas).
Chelicerca dampfi is voor het eerst wetenschappelijk beschreven door Ross in 1944.